# Trial de Sant Llorenç 1969
L'edició de 1969 del Trial de Sant Llorenç fou la 3a d'aquesta prova, organitzada pel Motor Club Terrassa. El trial tingué lloc el 26 d'octubre pels voltants de Sant Llorenç del Munt, amb sortida a la urbanització "Pla de Sant Llorenç" (Matadepera, Vallès Occidental). Hi participaren 100 pilots, els quals hagueren de superar 21 zones repartides al llarg d'un recorregut que calia completar 2 vegades. Aquest recorregut, marcat per la falda del massís de Sant Llorenç, es va anomenar "Circuit del Drac". En aquella ocasió, la prova puntuava per al Campionat de Catalunya.

## Classificació
| Posició | Pilot            | Motocicleta | Punts |
| ------- | ---------------- | ----------- | ----- |
| 1       | Pere Pi          | Montesa     | 43,5  |
| 2       | Joan Bordas      | Montesa     | 64    |
| 3       | Ignasi Bultó     | Bultaco     | 72,2  |
| 4       | Antoni Ferré     | ?           | 83,4  |
| 5       | Oriol Puig Bultó | Bultaco     | 103,3 |
| 6       | Jaume Marquès    | Bultaco     | 109,9 |
| 7       | Jaume Bordoy     | ?           | 120   |
| 8       | Isidre Marquès   | Bultaco     | 140   |
| 9       | Scualo Juan      | ?           | 145   |